# کهکشان دیسکی

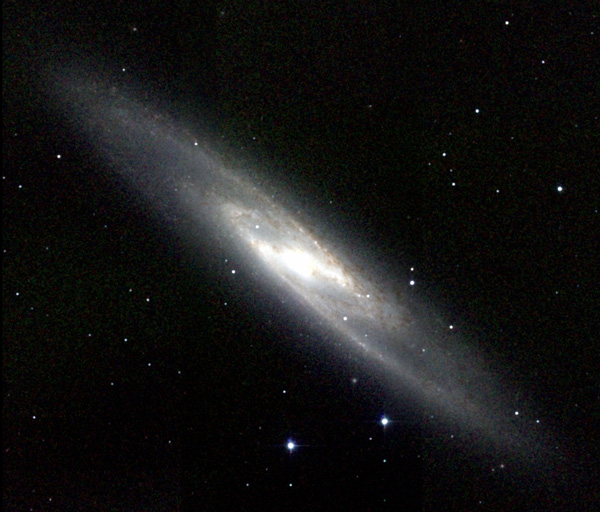
کهکشان مجسمه‌ساز (NGC 253) یک کهکشان دیسکی است

کهکشان دیسکی یا کهکشان قرص‌گون کهکشانی است که توسط یک دیسک مشخص می‌شود و حجمی دایره‌ای و مسطح از ستاره‌هاست. این کهکشان‌ها ممکن است شامل یک منطقه مرکزی غیردیسکی (یک برآمدگی کهکشانی) باشند.
جونکو یودا مشاهده کرد که برخوردهای کهکشان در نتیجه کهکشان‌های دیسکی در طول ۴۰ میلیون سال نوری از زمین رخ می‌دهد. در حالی که کهکشان‌ها در حال تعامل هستند، آنها در زمان کیهانی شکل می‌گیرند، همان‌طور که آنها ادغام می‌شوند.